# Smarano
Smarano település Olaszországban, Trento megyében. Lakosainak száma 492 fő (2010). Smarano Coredo, Sfruz és Tres községekkel határos.

## Népesség
A település népességének változása:

| 2004 | 450 |
| 2010 | 492 |